# 문하찬성사
문하찬성사(門下贊成事)는 고려 후기에 설치된 문하부(門下府)의 정2품 정승직 관직이다. 고려 1369년(공민왕 18)에 시행하여 조선 건국 후에 1414년(태종 14)에 폐지되었다.  

## 개요
고려 전기의 문하평장사(門下平章事) 및 중서평장사(中書平章事)의 후신이다. 1275년(충렬왕 1) 원나라의 요구에 따른 관제개혁에서 평장사가 찬성사로 바뀌었다가, 1356년(공민왕 5) 다시 평장사로 환원되었다. 그 뒤 1360년 평장정사(平章政事)로, 1362년 찬성사로 바뀐 뒤, 1369년 도첨의부(都僉議府)가 문하부로 개편되면서 문하찬성사로 되었다. 조선 건국 직후인 1392년(태조 1) 종1품, 정원 2인으로 정해졌으며, 1414년(태종 14) 문하부가 폐지되고 의정부(議政府)가 설치됨과 동시에 동판의정부사(同判議政府事)로 고쳐졌다가 1437년(세종 19) 의정부의 찬성 및 참찬(參贊)으로 고정되었다.

## 참고 문헌
- 『고려사(高麗史)』
- 『태조실록(太祖實錄)』
- 『태종실록(太宗實錄)』
- 『세종실록(世宗實錄)』
- 『경국대전(經國大典)』